# りゅう座26番星
りゅう座26番星（りゅうざ26ばんせい、26 Draconis、26 Dra）は、りゅう座の方向に太陽から約47光年の距離にある3重連星である。星系を構成する3つの恒星ABCのうち、C星一つが大きく離れているのに対し、A星とB星は約76年の周期で相互に公転している。A星は太陽と似たG型主系列星、B星はK型主系列星、C星は赤色矮星と推定される。C星の周りには、太陽系外惑星が1つ発見されている。

## 伴星の発見
りゅう座26番星が二重星であることは、アメリカのディアボーン天文台で最初に観測され、シャーバーン・バーナムが追観測で確かめるとともに、固有運動が非常に大きいりゅう座26番星と時間をおいても二重星であることから、真の連星だろうと考えられ、20世紀初めには軌道要素も求められた。
1921年には、りゅう座26番星から東へ4分角、南へ11.6分角離れた位置にある暗い恒星の固有運動が非常に大きいことが発見され、しかも、その固有運動がりゅう座26番星とほぼ同じである可能性が示された。その後、別の観測も合わせて13年分の固有運動測定から、間違いなくりゅう座26番星と同じ固有運動をしていると確かめられ、りゅう座26番星の伴星であるとわかり、りゅう座26番星が既に連星と知られていたことから、りゅう座26番星ABに次いで、りゅう座26番星Cと呼ばれた。

## 星系
りゅう座26番星Aとりゅう座26番星Bは、視覚的に分解されている連星だが、分光観測によって吸収線の時間変化から連星とわかる分光連星でもある。軌道の見かけの軌道長半径は1.5秒角で、公転周期は約75.4年と推定される。
りゅう座26番星A-B系とりゅう座26番星Cとは、約12.2分角離れており、これは実際の距離にすると10,400 auに相当する。大きく離れているが、固有運動が共通しており、物理的に関係があると考えられ、年周視差から求めた距離、及び視線速度の一致もそれを支持する。公転周期は、70万年に及ぶと見積もられる。

## 特徴
りゅう座26番星Aは、太陽型のG型主系列星とみられ、質量は太陽の約1.1倍、表面の有効温度はおよそ5,980 Kと推定される。りゅう座26番星Bは、K型主系列星と考えられ、質量は太陽の7割程、表面の有効温度は概ね4,270 K前後と見積もられている。りゅう座26番星Cは、グリーゼ685（Gl 685、GJ 685）の名称でも知られる。りゅう座26番星CはM型の赤色矮星で、質量は太陽の55%程度、表面の有効温度はおよそ3,800 Kと推定される。りゅう座26番星Cの周囲には、太陽系外惑星が1つ、視線速度法によって発見されている。
りゅう座26番星は、りゅう座26番星A-B系とりゅう座26番星Cの双方で、X線観測衛星ROSATがX線を検出しており、若い星系であることが期待される。りゅう座26番星Aの物理的性質から、恒星の進化経路に基づいて推定した年齢は20億年以下となる。一方で、りゅう座26番星はおおぐま座運動星団の一員ではないかという説があり、そうだとすれば年齢は4億年から6億年と推定される。これに対し、りゅう座26番星Cの自転周期から推定した年齢は、およそ4億年であるが、りゅう座26番星Cの彩層輝線強度はこの年齢と合致しない。結局、りゅう座26番星の年齢と、X線放射のしくみについては、わかっていないことが多い。

## 惑星系
りゅう座26番星C（GJ 685）では、ラ・パルマ島にあるガリレオ国立望遠鏡のHARPS-Nによる5年にわたる視線速度の監視から、その周囲を公転する惑星GJ 685 bが2019年に発見された。GJ 685 bは、質量が地球の9倍程度で、GJ 685の周りを約24日周期で公転していると推定される。
| 名称 （恒星に近い順） | 質量             | 軌道長半径 （天文単位） | 公転周期 (日)        | 軌道離心率       | 軌道傾斜角 | 半径 |
| --------------------- | ---------------- | ----------------------- | -------------------- | ---------------- | ---------- | ---- |
| b                     | 9.0 +1.7 −1.8 M⊕ | 0.1344 +0.0052 −0.0051  | 24.160 +0.061 −0.047 | 0.14 +0.18 −0.10 | —          | —    |